# 한국의 철도
한국의 철도는 한국에 있는 철도로서, 철도 노선과 운영시스템, 차량, 지하철, 노면 전차 등이다. 현재 한국의 분단에 따라 대한민국의 철도와 조선민주주의인민공화국의 철도가 단절되어 있으며 상호간에 다시 연결된 노선은 경의선/평부선과 금강산청년선/동해북부선이 있다.
한국에서 최초로 철도가 건설된 것은 19세기 후반이다. 대한제국 정부는 철도의 건설을 위해 노력하였다. 그리고 이시기에 도시철도로서 서울전차도 개통하였다. 대한제국 정부는 민간 회사에 운영권을 주는 방식으로 건설하고자 하였다. 경인선의 부설을 최초로 추진하여 미국과 합작하였으나 일본이 이를 인수하여 1897년 개통했다. 경부선은 일제가 인수하여 1901년 착공하였다. 경원선은 서울-원산-경흥(웅기)의 선로를 건설하는 것으로 계획하여 한국인이 부설권을 획득하였다. 하지만 자금이 없어 실패했고 일본이 부설권을 획득하여 공사를 진행했다가 일제 강점기에 완공했다. 호남선은 경목선으로 계획되어 프랑스 회사가 요구하였다가 한국인이 설치한 회사에 권리를 주었으나 일본의 압력으로 취소되고 일제 강점기에 개통했다. 경의선은 프랑스 회사가 부설권을 얻었다가 한국인에게 넘어갔다가 일본이 러일 전쟁때 부설하여 완공하였다.
일제 강점기에 일제는 이상의 완성된 간선 이외에도 대륙 침략과 북부지역의 개발을 위하여 평원선, 함경선(경원선의 연장으로 건설) 등의 철도를 건설하였므며 경부선을 보완하는 종관철도로 중앙선을 건설하고 동해선의 건설을 계획하여 일부 구간이 개통되었다.. 민간 자본의 철도도 건설되어 충북선, 개천선, 토해선, 장항선, 경춘선, 마산선, 수인선, 경동선, 수려선등을 건설하였다. 일부 사유 철도는 간선 철도로 활용하기 위하여 정부에서 매수하여 개량하였다. 협궤로 지어진 사철로 표준궤로 개궤된 노선은 도문선 (현재의 함북선중 삼봉 이북 구간)이나 경동선, 전북선등이 있다.
일제강점기에 일부 철도는 철의 조달을 위하여 철거하여 금강산선이나 경북선의 점촌역 이동 구간등이 철거되기도 하였다. 군사적으로 필요한 노선은 공사를 계속 진행하였지만 동해선이나 영동선의 영주-철암구간등은 일제의 패망으로 공사가 중단되게 되었다.

## 역사

### 개화기
1889년 주미대리공사인 이하영이 서양의 철도 모형을 가지고 귀국하며 철도 부설의 필요성을 주장했고, 이에 철도의 효용성을 느낀 고종은 철도의 건설을 위해 노력했다. 이때 정부는 사설 회사에 운영권을 주는 방식으로 건설하고자 하였다. 1896년 미국인 모스가 경인선의 부설을 추진했으나, 일본이 1899년에 이를 인수하여 같은 해 9월 18일에 경인철도주식회사에서 운영하는 노량진 - 인천 구간을 개통했다. 바로 이 경인선이 대한민국 역사상 최초의 철도이다. 이후 일본 외의 외세 또는 한국인을 시켜 철도를 건설하고자 했으나, 대부분 일본이 인수해 개통했다.
1898년에는 미국이 추진했던 경부선의 부설권 또한 일제가 인수하여 경부철도주식회사를 세우고, 1901년 미국의 건설 장비를 사들여 착공했다. 1903년에 경부철도주식회사에 기존의 경인철도주식회사를 합병한 뒤, 1905년 1월에 개통하였다. 삼랑진-마산 구간인 마산선은 박기종의 영남지선철도회사에서 부설권을 얻었다가 일제가 경부철도주식회사로 매수해, 1905년에 군용철도로 개통하였다. 경의선은 프랑스 회사가 부설권을 얻었다가 한국인에게 넘어갔다가 일본이 러일 전쟁 때 부설하여 1906년에 완공하였다. 한편 1899년에 일종의 도시철도로서 서울전차가 개통하였는데, 이는 1909년에 일본에 매각되었다.

### 1910년~1924년
1910년 8월 29일에 경술국치로 대한제국이 일본에 편입되며 일제 강점기가 시작되었고, 일제는 한반도를 X자로 종단하는 간선 철도를 계획하였다. 호남선은 서울-목포 간 경목선으로 계획되어 프랑스가 운영권을 요구하다가 한국인이 설치한 회사에 권리를 주었으나, 일본의 압력으로 취소되어 1911년에 최초로 착공해 1914년에 완전 개통했다. 경원선은 서울-원산-경흥(웅기)의 선로를 건설하는 것으로 계획하여 한국인 박기종이 부설권을 획득하여 착공했다가 자금이 없어 포기했고, 일본이 부설권을 획득하여 1910년에 착공해 1914년에 완전 개통했다. 앞서 건설된 경부선과 경의선에 더하여 호남선과 경원선이 완공됨으로써 주요 간선이 완성되었다.
조선총독부는 물자의 원활한 수송을 위해 추가로 철도 노선을 건설하고자 하였으나, 이미 위 4개의 노선을 짓느라 재정적 여력을 상실한 상태였다. 이에 민간 자본이 사철을 건설한 뒤 이를 매수해 국유화하는 방법을 이용하려고 했다. 총독부는 1912년에 '조선경편철도령'을 발표하여 경편 철도의 건설을 명문화하였으며, 2년 뒤 사철 업체에 대한 보조금을 마련하되 총독부에서 사전 답사를 통해 지정한 '예정노선' 대로 건설한 경우에 우선적으로 지급하였는데, 최초에 해당 회사의 주가총액의 6%까지였던 보조율은 1918년과 그 이듬해에 각 7%·8%로 인상되었다. 1920년에는 조선경편철도령이 조선사설철도령으로 개편되었으며, 이듬해 조선사설철도보조법의 등장으로 보조금을 지급하는 것이 명문화되었다. 전북철도가 1914년에 이리-전주 간 협궤 전북선을, 개천철도가 1916년에 신안주-개천 간 협궤 개천선을, 도문철도가 1916년부터 1924년까지 청진-동관진 간 도문서부선을, 조선중앙철도가 1921년에 대구-포항·경주-울산 간 협궤 경동선(慶東線)과 1921년에 조치원-청주 간 충북선을, 남조선철도가 1922년과 1925년까지 각각 전남선과 경남선을, 서선식산철도가 황해선을, 조선산업철도가 1924년부터 1931년까지 김천-경북안동 간 경북선을, 금강산전기철도가 1923년부터 1931년까지 철원-내금강 간 금강산선을 건설하였다.
1910년부터 한반도의 국유 철도를 운영하던 조선총독부 철도국이 1917년에 폐지되고, 국유 철도 운영이 남만주철도에 위탁되었다. 1923년에는 조선중앙철도·남조선철도·서선식산철도·조선삼림철도·조선산업철도·양강척림철도의 6개 회사가 합병해 조선철도로 발족하였다.

### 1925년~1944년
1925년에 남만주철도의 위탁 경영이 해제되었다. 1927년에 12년 동안 3억 2천만 엔을 들여 한반도 전체에 국유 철도망을 건설할 목적으로 '조선 철도 12년 계획'이 입안되는데, 이에 따라 총독부는 필요한 노선을 건설하고 이미 사철 회사가 운영중인 노선은 매수하여 국유화하기로 하였다. 이때 조선철도의 경동선(慶東線)·경남선·전남선, 전북철도의 전북선, 개천철도의 개천선, 도문철도의 도문선이 매수되었다.
위의 계획에 따라 1935년에 동해남부선을, 1936년부터 1942년까지 경경선을 건설하였다. 1944년에 경부선이 원활한 물자 수송을 위해 복선화되었는데, 해방 전까지 이를 제외한 철도는 모두 단선이었다.
한편, 일본의 자본이 유입되며 사철은 지속적으로 건설되었다. 조선삼림철도가 함북선을, 조선경남철도가 1927년과 1931년까지 각각 경기선과 충남선을, 조선경동철도가 1930년과 1937년까지 각각 수려선과 수인선을, 남조선철도가 광려선을, 신흥철도가 신흥선을, 단풍철도가 1939년에 단풍선을, 평북철도가 1939년에 평북선을, 다사도철도가 1939년에 다사도선을, 조선평안철도가 1938년에 평안선을, 경춘철도가 1939년에 경춘선을, 북선척식철도가 표준궤로 개궤된 함북선을 건설하였다. 이중 수려·수인선은 1942년에 조선철도에 양도되어 경동선(京東線)으로 통합되었다.
일제 말기에는 군수 물자 조달을 위해 일부 철도를 철거하고 다른 노선에 부설했다. 이때 금강산선, 안성선 안성-장호원, 경북선 예천-안동 등이 폐지되었다. 그러나 군사적으로 필요하다고 생각되는 노선은 공사를 계속 진행하였지만, 일제의 패망으로 당시 건설하던 동해중부선이나 영동선의 영주-철암 구간 등은 공사가 중단되었다.

### 해방 이후
1945년 8·15 해방 이후 철도가 남북으로 분할되어, 8월 24~26일 즈음에 남북간의 철도 연결 운행이 북측(당시는 소군정)에 의해 중단되었다. 당시에 분단된 노선으로는 경의선, 경원선, 토해선이 있다. 1946년에는 미군정이 정한 법률에 의해 사철인 충북·경춘·안성·장항·수려·수인선이 국유화되었다.
북측은 협궤노선의 개궤에 착수하여 개천선을 표준궤로 개궤하였다. 남측은 영암선을 건설하여 당시 영동지방에 떨어져있던 철암선, 삼척선과 간선철도 중앙선의 연결 공사에 착수했으나 한국전쟁으로 공사가 중단되었다. 이후 50년대에 완공했다. 한국 전쟁의 결과 한반도의 군사분계선을 관통하는 철도 구간이 아예 파괴되어 아예 선로 자체가 끊기게 되었다. 남측과 북측은 자국의 철도의 미싱링크를 연결하는 공사를 착수하여 남측은 충북선, 경전선을 연결하고 태백선등의 간설을 신설하였다. 북측은  청진과 나진을 바로 연결하는 평라선을 건설하고 평부선과 강원선을 잇는 청년이천선등이 건설되고 평덕선과 만포선을 연결하는 철도 등을 건설하였다.